# Parodontophora pacifica
Parodontophora pacifica är en rundmaskart som först beskrevs av Allgen 1951.  Parodontophora pacifica ingår i släktet Parodontophora och familjen Axonolaimidae. Inga underarter finns listade i Catalogue of Life.